# こっぱもち
こっぱもちは熊本県天草地域の郷土料理。サツマイモともち米などの穀物を練り合わせた餅である。土産品としても製造、販売されている。

## 概要
天草の島々には水田が少なく米は貴重品であったため、サツマイモを主食代わりにしていた。
晩秋に収穫したサツマイモを輪切りにして茹でてから天日干ししたものは蒸しこっぱと呼ばれ、この蒸しこっぱと蒸したもち米とを搗き合わせたものがこっぱもちである。天日干しすることでサツマイモの甘味が増す効果もある。
サツマイモを軒先に吊るす光景は冬の訪れを告げる天草の風景でもあり、サツマイモを栽培している農家では各家庭で独自の工夫を凝らして作っていた。常温で2か月ほど日持ちするため、お正月用のおやつとして年末に作られていた。
なお、ナツマイモの輪切りを生のまま天日干ししたものは白こっぱと呼ばれ、白こっぱを粉にし水と練って生地にしてイモ餡を包んだものはこっぱだご、生地を突いて麺状にした六兵衛と、さまざまな形でサツマイモが食されている。

## 名称の由来
「こっぱ」は「木っ端」であり、「小さく切る」という意味の方言でもある。または、「こっぱ」は「イモの端っこ」の意味ともされる。